# NWA World Historic Middleweight Championship
L'NWA World Historic Middleweight Championship (Campeonato Mundial Historico de Peso Medio de la NWA in lingua spagnola) è un titolo della divisione dei pesi medi utilizzato dalla federazione messicana Consejo Mundial de Lucha Libre. Questo titolo è in genere riservato ai lottatori che pesano tra 82 e 87 kg, anche se questa restrizione del peso non viene sempre applicata.
Il titolo è attivo dal 2010, anno in cui fu introdotto per sostituire il NWA World Middleweight Championship.

## Storia
Il primo titolo in uso in Messico per questa categoria di peso è il Mexican National Middleweight Championship, introdotto nel 1933, alcuni mesi prima della fondazione della CMLL stessa da parte di Salvador Lutteroth, nata lo stesso anno con il nome di Empresa Mexicana de Lucha Libre (EMLL).
Tra il 1938 e il 1939 Luttherot e la EMLL iniziarono a riconoscere Gus Kallio, detentore del National Wrestling Association World Middleweight Championship, come detentore di un generico World Middleweight Championship, rendendolo il titolo principale per la divisione di peso. Nel 1952 la EMLL si unì alla National Wrestling Alliance (NWA), che riconobbe il titolo rinominandolo in NWA World Middleweight Championship. Il titolo rimase alla EMLL anche quando questa lasciò l'alleanza nel corso degli anni '80.
Nel 1991 la EMLL cambiò nome in Consejo Mundial de Lucha Libre (CMLL) e introdusse dei propri titoli mondiali, tra cui il CMLL World Middleweight Championship.
Nel 2010 la National Wrestling Alliance chiese alla CMLL di smettere di promuovere i loro titoli, dal momento che la federazione non era più affiliata alla NWA. Dopo un iniziale rifiuto, il 12 agosto 2010 la CMLL restituì alla NWA i suoi titoli, istituendo l'NWA World Historic Middleweight Championship, mantenendo l'acronimo NWA nel nome ma non essendo più legato ai suoi titoli, e rendendo Averno il campione inaugurale, in quanto detentore del corrispondente titolo NWA al momento del cambio.

## Albo d'oro
| Legenda  |                                                                               |
| -------- | ----------------------------------------------------------------------------- |
| #        | Indica il numero del regno titolato                                           |
| Regno    | Viene indicato il numero del regno del campione                               |
| Data     | La data in cui il titolo è stato vinto                                        |
| Località | Indica il luogo in cui il titolo è stato vinto                                |
| Note     | Indica notizie particolari riguardanti i cambi di titolo o altre informazioni |

| # | Campione          | Regno | Data              | Giorni | Località                   | Evento                             | Note | Fonti  |
| - | ----------------- | ----- | ----------------- | ------ | -------------------------- | ---------------------------------- | --- | ------ |
| 1 | Averno            | 1     | 12 agosto 2010    | 467    | Città del Messico, Messico | Conferenza stampa all'Arena México | El Texano Jr. era il detentore del NWA World Middleweight Championship quando la CMLL rese i titoli alla NWA, ragion per cui fu nominato campione inaugurale del nuovo titolo. | [ 4 ]  |
| 2 | La Mascara        | 1     | 22 novembre 2011  | 84     | Città del Messico, Messico | House show                         | | [ 5 ]  |
| 3 | Volador Jr.       | 1     | 14 febbraio 2012  | 45     | Guadalajara, Jalisco       | Guadalajara Martes                 | | [ 6 ]  |
| 4 | Prince Devitt     | 1     | 30 marzo 2012     | 182    | Città del Messico, Messico | Super Viernes                      | | [ 7 ]  |
| 5 | Dragon Rojo Jr.   | 1     | 28 settembre 2012 | 114    | Città del Messico, Messico | Super Viernes                      | | [ 7 ]  |
| 6 | La Sombra         | 1     | 20 gennaio 2013   | 953    | Tokyo, Giappone            | Fantastica Mania                   | | [ 8 ]  |
| 7 | Último Guerrero   | 1     | 31 agosto 2015    | 1.086  | Puebla de Zaragoza, Puebla | Lunes Clasicos                     | | [ 9 ]  |
| 8 | Caristico/Místico | 1     | 21 agosto 2018    | 2396+  | Guadalajara, Jalisco       | Nuevos Valores                     | Il 25 agosto 2021 Caristico ha cambiato ringname, riadottando quello di Mistico.                                                                                               | [ 11 ] |